# Liste der Baudenkmale in Buchholz in der Nordheide
In der Liste der Baudenkmale in Buchholz in der Nordheide sind die Baudenkmale der niedersächsischen Gemeinde Buchholz in der Nordheide und ihrer Ortsteile aufgelistet. Der Stand der Liste ist der 28. November 2021. Die Quelle der  IDs und der Beschreibungen ist der Denkmalatlas Niedersachsen.

## Allgemein
In den Spalten befinden sich folgende Informationen:
- Lage: die Adresse des Baudenkmales und die geographischen Koordinaten. Kartenansicht, um Koordinaten zu setzen. In der Kartenansicht sind Baudenkmale ohne Koordinaten mit einem roten Marker dargestellt und können in der Karte gesetzt werden. Baudenkmale ohne Bild sind mit einem blauen Marker gekennzeichnet, Baudenkmale mit Bild mit einem grünen Marker.
- Bezeichnung: Bezeichnung des Baudenkmales
- Beschreibung: die Beschreibung des Baudenkmales. Unter § 3 Abs. 2 NDSchG werden Einzeldenkmale und unter § 3 Abs. 3 NDSchG Gruppen baulicher Anlagen und deren Bestandteile ausgewiesen.
- ID: die Objekt-ID des Baudenkmales
- Bild: ein Bild des Baudenkmales, ggf. zusätzlich mit einem Link zu weiteren Fotos des Baudenkmals im Medienarchiv Wikimedia Commons. Wenn man auf das Kamerasymbol klickt, können Fotos zu Baudenkmalen aus dieser Liste hochgeladen werden:

## Buchholz

### Gruppe baulicher Anlagen
| Lage                                          | Bezeichnung             | Beschreibung                                                               | ID       | Bild           |
| --------------------------------------------- | ----------------------- | -------------------------------------------------------------------------- | -------- | -------------- |
| Breslauer Straße 53° 19′ 21″ N, 9° 51′ 59″ O  | Bahnanlage (Baukomplex) | Ringlokschuppen und Drehscheibe des ehemaligen Bahnbetriebswerkes Buchholz | 26946959 | BW             |
| Friedhofstraße 14 53° 19′ 43″ N, 9° 52′ 29″ O | Alter Friedhof          |                                                                            | 26946971 | Weitere Bilder |

### Einzelobjekte
| Lage                                           | Bezeichnung        | Beschreibung | ID       | Bild           |
| ---------------------------------------------- | ------------------ | --- | -------- | -------------- |
| Am langen Sal 1 53° 19′ 38″ N, 9° 53′ 6″ O     | Verwaltungsgebäude | Zweiflügeliger, zweigeschossiger Sichtbacksteinbau auf L-förmigem Grundriss unter Walmdach. Langer Nordflügel traufständig symmetrisch gestaltet mit zentralem, dreiachsigen Zwerchhaus unter Satteldach, darunter im Erdgeschoss drei rundbogige Öffnungen mit zurückgesetztem Haupteingang. Im Obergeschoss beiderseits des Zwerchhauses flach aus der Fassade vortretende Erker. Südflügel und Rückseite funktional gestaltet. Auf abfallendem Gelände rückseitig mit hohem Feldsteinsockel. Inschriftliche Datierung „1923“ in Form von verzierten Eisenankern, in Traufhöhe Schriftzug „Landvolkhaus“, ursprünglich „Landbund“. | 26808772 | BW             |
| Breite Straße 24 53° 19′ 44″ N, 9° 52′ 53″ O   | Kirche (Bauwerk)   | Neogotische Saalkirche in Sichtbackstein mit vorgelagertem, quadratischen Westturm und eingezogenem 5/8-Chorpolygon. Ursprünglich als Dorfkirche errichtet, daher im heutigen Stadtbild verhältnismäßig klein. Firstausrichtung in Südwest-Nordostrichtung auf kleinem Eckgrundstück zwischen Kirchen- und Breite Straße. Ziegelgedecktes Satteldach, Turm mit spitzem Pyramidenhelm in Kupferdeckung. Große, spitzbogige Fenster in weitgehend ungegliederten Wandflächen mit vorgelagerten Strebepfeilern. Traufgesimse aus Formsteinen an Hauptschiff und Chor, umlaufende Wasserschlaggesimse am Strebepfeileransatz und in Brüstungshöhe. Die ev.-luth. St.-Paulus-Kirche wurde 1892 auf bürgerliche Initiative nach Plänen des Architekten Conrad Wilhelm Hase im Stil der sogenannten Hannoverschen Schule errichtet         | 26808726 | Weitere Bilder |
| Breite Straße 24 53° 19′ 44″ N, 9° 52′ 53″ O   | Kirchhof           | Freifläche um die St.-Paulus-Kirche auf annähernd dreieckigem Eckgrundstück zwischen Kirchen- und Breiter Straße. Zwei ältere Laubbäume nördlich der Kirche. | 26809714 | BW             |
| Breslauer Straße 2 53° 19′ 22″ N, 9° 51′ 58″ O | Lokschuppen        | Ringlokschuppen mit Außen- und Giebelmauern in Sichtbackstein, Fassade am Innenkreis zur Drehscheibe hin in Stahlfachwerk. Obergaden unter flach geneigtem Satteldach, beiderseits davon Pultdächer mit unterschiedlicher Neigung. Segmentbogige Fensteröffnungen auf der Süd- und Westseite, schmale, rechteckige Fensteröffnungen an den Giebeln. Regelmäßige Reihung von Schornsteinen südlich bzw. westlich des Obergadens. | 26808757 | BW             |
| Breslauer Straße 2 53° 19′ 22″ N, 9° 51′ 58″ O | Drehscheibe        | Drehscheibe des Ringlokschuppens mit Zufahrtsgleis, Drehscheibe mit Führerhäuschen sowie radialförmig abzweigenden Abstellgleisen | 26809122 | BW             |
| Friedhofstraße 14 53° 19′ 45″ N, 9° 52′ 23″ O  | Friedhof           | | 26808788 | Weitere Bilder |
| Friedhofstraße 14 53° 19′ 45″ N, 9° 52′ 23″ O  | Friedhofskapelle   | Eingeschossiger Sichtbacksteinbau auf rechteckigem Grundriss unter ziegelgedecktem, flach geneigten Walmdach. Über dem Ostgiebel aufsteigender, quadratischer Turm unter Satteldach, das umlaufende Traufgesims unterbrechend, mit drei schmalen Lanzettfenstern auf der Ostseite. Traufseitige Erschließung von Norden am Hauptweg des Friedhofs. Gliederungen durch Backstein-Ziersetzung. | 26809106 | Weitere Bilder |
| Rathausplatz 1–3 53° 19′ 46″ N, 9° 52′ 52″ O   | Schulgebäude       | Komplexer Baukörper aus mehreren, miteinander verbundenen Einzelbauten unterschiedlichen Alters. Ursprünglich als Schulgebäude errichtet. Ältester Bauteil im Nordosten Schulgebäude von 1887. Zweigeschossiger, traufständiger Sichtbacksteinbau unter Walmdach mit stichbogigen Fenstern, Geschossgesimsen und Ecklisenen. Südlich ein zweigeschossiger, traufständiger Sichtbacksteinbau von 1926, mit rechteckigen, in Vierergruppen angeordneten Fenstern, unter Walmdach. Dazwischen ein verbindender Torbau von 1937. Aus dem gleichen Baujahr, westlich im rechten Winkel an den ältesten Teil angebaut, ein zweigeschossiger Sichtbacksteinbau unter Walmdach mit überdachtem, hofseitigem Eingang. Ein moderner Verwaltungsanbau im Norden gehört zum Gesamtkomplex, ist jedoch nicht konstituierend für den Denkmalwert. | 26808712 | BW             |

## Buensen

### Gruppe baulicher Anlagen
| Lage                                                 | Bezeichnung | Beschreibung | ID       | Bild |
| ---------------------------------------------------- | ----------- | --- | -------- | ---- |
| Buensen Nr. 2, 2a und 2 b 53° 21′ 1″ N, 9° 54′ 27″ O | Hofanlage   | Hofanlage mit mehreren Gebäuden, in lockerer Gruppierung beidseits der gepflasterten Straße nach Eckel. Einfriedung zum südlich gelegenen Dorfweg durch Hofmauer mitsamt begleitendem Baumbestand aus alten Hofeichen. Weitere Teile der Einfriedung im nördlichen Teil beiderseits der Straße nach Eckel. Unbefestigte, grasbewachsene Hoffläche. | 26946983 | BW   |

### Einzelobjekte
| Lage                                   | Bezeichnung               | Beschreibung | ID       | Bild |
| -------------------------------------- | ------------------------- | --- | -------- | ---- |
| Buensen 53° 20′ 59″ N, 9° 54′ 28″ O    | Teich                     | Teich, westlich der Hofanlage Buensen 2, nördlich der Straße nach Vaensen gelegen. | 26808872 | BW   |
| Buensen 53° 20′ 59″ N, 9° 54′ 22″ O    | Weg (Verkehr)             | Mit Feldsteinen gepflasterter Weg in der Ortslage Buensen, in einem Abschnitt zwischen Vaensen und Buensen sowie von Buensen nach Eckel. Der nach Norden in Richtung Eckel führende Teil des Weges verläuft durch die Hofanlage Nr. 2, welche sich beiderseits dieses Weges erstreckt.                         | 26808902 | BW   |
| Buensen 2 53° 21′ 0″ N, 9° 54′ 27″ O   | Scheune                   | Traufständiger Fachwerkbau mit Backsteinausfachung auf hohem Backsteinsockel unter einseitig abgewalmtem Satteldach. Steilgiebel im Westen bauzeitlich massiv. Zwei Quereinfahrtstore an der Südseite und jeweils ein giebelseitiges Einfahrtstor.                                                             | 26808816 | BW   |
| Buensen 2 53° 21′ 0″ N, 9° 54′ 27″ O   | Einfriedung               | Feldstein-Trockenmauer, straßenbegleitend an der südwestlichen Grundstücksgrenze der Hofanlage sowie im nördlichen Teil beidseitig an der Straße nach Eckel. | 26808886 | BW   |
| Buensen 2 a 53° 21′ 0″ N, 9° 54′ 27″ O | Heuerhaus                 | Giebelständiges Wohn-/Wirtschaftsgebäude als Zweiständer-Fachwerkbau mit Backsteinausfachung auf Feldsteinsockel unter steilem Walmdach im nordöstlichen Teil der Hofanlage. Abseiten nachträglich verbreitert, Fachwerk teilweise im ehemaligen Wohnteil ohne Schwelle. Vollständig zu Wohnzwecken ausgebaut. | 26808844 | BW   |
| Buensen 2 b 53° 21′ 0″ N, 9° 54′ 27″ O | Wohn-/ Wirtschaftsgebäude | Giebelständiges Wohn-/Wirtschaftsgebäude als Zweiständer-Fachwerkhaus mit Backsteinausfachung unter reetgedecktem Walmdach. Vorbau unter abgeschlepptdem Dach rechts des Dielentors. Vollständig zu Wohnzwecken ausgebaut. Inschriftliche Datierung „1798“.                                                    | 26808858 | BW   |

## Dangersen

### Einzelobjekte
| Lage                                            | Bezeichnung               | Beschreibung | ID       | Bild |
| ----------------------------------------------- | ------------------------- | --- | -------- | ---- |
| Dangersen-Dorf 53° 21′ 56″ N, 9° 51′ 19″ O      | Brunnen                   | Quadratischer, aus teils behauenen Feldsteinen gemauerter Brunnenschacht mit hölzerner Abdeckung in der Dorfmitte vor dem Haus Nr. 22, gegenüber Haus Nr. 17. Großer Hebelarm aus langem, naturgewachsenem, entrindetem Baumstamm auf einem freistehenden Baumstamm mit natürlicher Gabelung. Die Hebelanlage ist auf einfachste Art und Weise errichtet und wurde aufgrund der natürlichen Witterungsschäden immer wieder erneuert. | 26808963 | BW   |
| Dangersen-Dorf 15 53° 21′ 55″ N, 9° 51′ 23″ O   | Einfriedung               | Trockenmauer aus Feldsteinen, der Grundstücksgrenze und dem Straßenverlauf folgend. Datierung unbekannt, vermutlich zeitgleich mit der Pflanzung der begleitenden Baumreihe. | 26808948 | BW   |
| Dangersen-Dorf 15 53° 21′ 55″ N, 9° 51′ 23″ O   | Baumbestand               | Hofeichen entlang der Feldsteinmauer | 26809752 | BW   |
| Dangersen-Dorf 19 53° 21′ 55″ N, 9° 51′ 17″ O   | Wohn-/ Wirtschaftsgebäude | Zweiständer-Fachwerkhaus mit Backsteinausfachung unter reetgedecktem Walmdach. Inschriftliche Datierung am Wirtschaftsgiebel. | 26808992 | BW   |
| Dangersener Kirchweg 53° 21′ 56″ N, 9° 51′ 7″ O | Weg (Verkehr)             | Kopfsteinpflasterstraße westlich des Dorfes Dangersen in Richtung der Kirche Hollenstedt, ca. 3 Meter breit und 350 Meter lang. Ohne Sommerweg, mittige Überhöhung des Straßenprofiles. Erbaut wohl im letzten Viertel des 19. Jahrhunderts. | 37261617 | BW   |

## Dibbersen

### Einzelobjekte
| Lage                                                 | Bezeichnung        | Beschreibung | ID       | Bild |
| ---------------------------------------------------- | ------------------ | --- | -------- | ---- |
| Beim Kriegerdenkmal 53° 22′ 2″ N, 9° 52′ 22″ O       | Ehrenmal           | Kriegerehrenmal in Erinnerung an die Gefallenen der beiden Weltkriege. Stele aus Naturstein-Mauerwerk auf gestuftem Sockel mit aufgesetzter Kugel. Inschrift-Tafel mit Namen der Gefallenen auf der Vorderseite. Einfriedung durch niedrige Naturstein-Mauer mit Ketten zwischen erhöhten Pfeilern. Begrünung im Inneren der Einfriedung. | 26809006 | BW   |
| Dangersener Straße o. Nr. 53° 22′ 1″ N, 9° 52′ 11″ O | Scheune            | Längsdurchfahrtsscheune als schmaler, eingeschossiger, traufständiger Fachwerkbau mit unter Walmdach, ursprünglich in Reetdeckung. Ankerbalken in Oberrähmzimmerung. Ausfachung ursprünglich mit Lehmstakung, heute mit Backstein. Hauptständer mit kurzen Kopfbügen, Eck- und Mittelständer zusätzlich mit gebogenen Fußstreben. Giebelseitige Einfahrtstore ausmittig. Sockel erneuert. Fachwerk in Nordwestecke massiv ersetzt.                                   | 26809020 | BW   |
| Zur alten Mühle 7 53° 22′ 10″ N, 9° 52′ 0″ O         | Mühle (Baukomplex) | Einstöckiger Wallholländer mit oktogonalem Unterbau in Ziegelmauerwerk, Achtkant mit Bitumenpappschindeln verkleidet. Kappe, Flügel und technische Ausstattung entfernt. Instandsetzung seit 1999 mit Restaurierung des Achtkants und des Außenmauerwerks. Ehem. Nebengebäude durch Neubau ersetzt und durch Zwischenbau mit der Mühle verbunden. Markante Lage auf einer Bergkuppe in Richtung der Elbniederung. Nutzung als Vereinshaus und Dorfgemeinschaftshaus. | 26809034 | BW   |

## Holm

### Gruppe baulicher Anlagen
| Lage                             | Bezeichnung          | Beschreibung | ID       | Bild |
| -------------------------------- | -------------------- | --- | -------- | ---- |
| Holm 1 53° 16′ 0″ N, 9° 53′ 1″ O | Gutshof (Baukomplex) | Gutsanlage mit Bauwerken des 16. bis 20. Jahrhunderts. Torhaus, Kapelle, Gutshaus, Verwalterhaus mit Stallanbau und Scheune um einen unregelmäßigen Hof gruppiert, durch eine gepflasterte Zufahrt von der Straße aus erschlossen. Mühlengebäude außerhalb dieses Hofes an der Straße. Innerhalb des Hofes gepflasterte Umfahrt sowie unbefestigte Rasenflächen. Alter Baumbestand auf dem gesamten Gelände. Ein Wassergraben, in welchen teilweise die natürlichen Bach- bzw. Flussläufe der Seeve und des Wiebachs integriert wurden, umschließt den Gutshof auf der Nord-, West- und Südseite. An der offenen Ostseite befand sich die ursprüngliche Zufahrt zum Gutshof, bevor das Torhaus und der Park angelegt und das Gutshaus umgestaltet wurde. | 26946995 |      |

### Einzelobjekte
| Lage                               | Bezeichnung        | Beschreibung | ID       | Bild |
| ---------------------------------- | ------------------ | --- | -------- | ---- |
| Holm 1 53° 15′ 59″ N, 9° 53′ 2″ O  | Gutshaus           | Zweigeschossiger, traufständiger Fachwerkbau auf hohem Sockel aus behauenen Feldsteinen, unter ziegelgedecktem Halbwalmdach. Je ein mittiges Zwerchhaus unter steilem Satteldach mit großem Dachüberstand mit Freigespärre in den traufseitigen Dachflächen, darunter hofseitig massiv überwölbte Freitreppe. An der Nordwestecke ein schlanker, massiver Turm auf quadratischem Grundriss unter zwei unterschiedlich hohen, steilen Walmdächern, mit Obergeschoss-Erker an der Westseite. Nördlich eingeschossiger Anbau unter Walmdach. Aufgeblendetes Zierfachwerk im Obergeschoss und am Turm. Kernbau wohl um 1750 errichtet, prägende Umgestaltung um 1905. | 26808934 | BW   |
| Holm 1 53° 16′ 0″ N, 9° 53′ 3″ O   | Wohnhaus           | Massiver, zweigeschossiger Bau auf hohem, verputzten Kellersockel unter Walmdach mit hohem Fachwerk-Drempel. Zwerchhäuser in der westlichen und südlichen Dachfläche. Erdgeschoss verputzt mit Bandrustika, Obergeschoss in Sichtbackstein mit Putzgliederungen. Westfassade mit dreieckig aus der Fassade hervortretender Standertker im Erdgeschoss im Südteil sowie überdachter Loggia mit darüberliegendem Balkon im Nordteil. | 26809048 | BW   |
| Holm 1 53° 16′ 1″ N, 9° 53′ 1″ O   | Scheune            | Traufständiger Fachwerkbau mit Backsteinausfachung unter Satteldach. Zwerchgiebel unter Satteldach mittig in der hofseitigen Dachfläche. Rekonstruktion einer früheren Scheune an derselben Stelle. | 26809063 | BW   |
| Holm 1 53° 16′ 0″ N, 9° 52′ 59″ O  | Kapelle (Bauwerk)  | Fachwerkbau mit Backsteinausfachung auf Feldsteinsockel unter Walmdach. Rechteckiger Grundriss mit annähernd halbrundem, polygonalen Ostabschluss. Dachreiter mit pyramidalem Helm. Fachwerk mit Fußstreben ausgesteift. Bauzeitliche, gekuppelte Segmentbogenfenster mit Bleiverglasung. | 26809077 |      |
| Holm 1 53° 15′ 57″ N, 9° 52′ 57″ O | Mühle (Baukomplex) | Holmer Mühle, traufständiger, zweigeschossiger Bau in Mischbauweise unter Halbwalmdach. Fachwerk mit Backsteinausfachung, im südöstlichen Teil Stockwerksbauweise, nordwestlicher Teil Ständerbau mit Ankerbalken. Nordwestgiebel am Fluss „Seeve“ massiv in Feldstein und Backstein. Mitte des 18. Jahrhunderts als Ersatz für zerstörten Vorgänger errichtet. Mahlwerk aus der zweiten Hälfte des 19. Jahrhunderts. | 26809091 |      |
| Holm 1 53° 15′ 58″ N, 9° 52′ 58″ O | Wassergraben       | Wassergraben um die Gutsanlage Holm, in welchen zum Teil natürliche Fluss- und Bachläufe integriert wurden. Westlich der Flusslauf der Seeve unterhalb der Mühle. Südlich der Wiebach als Zufluss zur Seeve, welcher südöstlich des Torhauses vor der Seevemündung zu einem Teich angestaut ist. Nördlich ein namenloser Bach oder Graben, der den Gutshof von dem nördlich gelegenen Wirtschaftshof trennt und ebenfalls in die Seeve mündet. Die Ostseite des Gutshofs ist nicht vom Graben umschlossen. Hier befand sich die ursprüngliche Zufahrt vor der Anlage des heutigen Torhauses und des Parks sowie dem Umbau des Gutshauses.                         | 26809140 | BW   |
| Holm 1 53° 16′ 0″ N, 9° 53′ 3″ O   | Stall              | Eingeschossiger Sichtbacksteinbau unter Krüppelwalmdach mit Fachwerkdrempel, nördlich direkt an das Wohnhaus (Verwalterhaus) angebaut und zeitgleich errichtet. Ursprünglich ein mittiges Zwerchhaus mit Ladeluke in der hofseitigen Dachfläche. Heute Ausbau zu Wohnzwecken mit zwei zusätzlichen, verglasten Zwerchhäusern. | 26809580 | BW   |
| Holm 1 53° 15′ 59″ N, 9° 52′ 59″ O | Torhaus            | Eingeschossiger, langgestreckter Sichtbacksteinbau quer zum Zufahrtsweg, unter ziegelgedecktem Halbwalmdach. Mittiges Zwerchhaus unter Satteldach mit tonnengewölbter Tordurchfahrt. Hofseitig je ein weiteres Zwerchhaus beiderseits der Durchfahrt, mit Ladeluke im Dachgeschoss. Im westlichen Teil vier hofseitige Einfahrtstore, hier Nutzung als Remise, östlich ein mittiges Einfahrtstor unterhalb des Zwerchhauses. Inschrift mit Datierung außen über der Tordurchfahrt: „H. K. 1861“. | 26809596 | BW   |
| Holm 1 53° 15′ 57″ N, 9° 52′ 59″ O | Zufahrtsweg        | Zuweg von der Schierhorner Straße zum Torhaus der Gutsanlage. Unregelmäßiges Feldsteinpflaster mit mittiger Überhöhung des Straßenprofils. | 26809789 | BW   |

## Meilsen

### Gruppe baulicher Anlagen
| Lage                                               | Bezeichnung | Beschreibung | ID       | Bild |
| -------------------------------------------------- | ----------- | --- | -------- | ---- |
| Meilsener Straße 22–24 53° 20′ 17″ N, 9° 50′ 11″ O | Hofanlage   | Hofanlage im südlichen Teil des Dorfes auf unregelmäßigem Grundstück, mit zurückgesetztem Wohn-/Wirtschaftsgebäude und Nebengebäuden sowie zwei Heuerhäusern. Teilweise älterer Baumbestand. Straßenseitige Einfriedung durch Feldsteinmauer. | 26947007 | BW   |

### Einzelobjekte
| Lage                                              | Bezeichnung               | Beschreibung | ID       | Bild |
| ------------------------------------------------- | ------------------------- | --- | -------- | ---- |
| Meilsener Straße 22 a 53° 20′ 25″ N, 9° 50′ 14″ O | Wohn-/ Wirtschaftsgebäude | Giebelständiges, schräg zur Straße stehendes Wohn-/Wirtschaftsgebäude als Zweiständer-Fachwerkbau mit Backsteinausfachung unter reetgedecktem Walmdach. Traufe im ehemaligen Wirtschaftsteil weiter heruntergezogen. Vollständig zu Wohnzwecken ausgebaut. | 26809156 | BW   |
| Meilsener Straße 24 53° 20′ 15″ N, 9° 50′ 6″ O    | Wohn-/ Wirtschaftsgebäude | Giebelständiger, von der Straße zurückgesetzter Vierständer-Fachwerkbau mit Backsteinausfachung auf hohem, verputzten Sockel, unter reetgedecktem Halbwalmdach. Fenster stark verändert. Nachträgliche Gaube in der westlichen Dachfläche.                 | 26809170 | BW   |
| Meilsener Straße 24 53° 20′ 15″ N, 9° 50′ 6″ O    | Scheune                   | Längsdurchfahrtsscheune im südlichen Teil der Hofanlage als Zweiständer-Fachwerkbau mit Backsteinausfachung auf Feldsteinsockel unter Satteldach. | 26809184 | BW   |
| Meilsener Straße 24 53° 20′ 15″ N, 9° 50′ 6″ O    | Wohnhaus                  | Im nördlichen Teil der Hofanlage gelegener Bau unter reetgedecktem Walmdach. Ursprünglich Zweiständer-Fachwerkbau. Außenwände vollständig massiv ersetzt.                                                                                                  | 26809212 | BW   |

## Reindorf

### Gruppe baulicher Anlagen
| Lage                                                    | Bezeichnung | Beschreibung | ID       | Bild |
| ------------------------------------------------------- | ----------- | --- | -------- | ---- |
| Reindorfer Landstraße 25-27 53° 18′ 48″ N, 9° 54′ 28″ O | Hofanlage   | Behns Hof. Hofanlage auf einem annähernd L-förmigen Eckgrundstück von Reindorfer Landstraße und Reindorfer Weg, bestehend aus einem großen, von der Straße zurückgesetzten, massiven Wohn-/Wirtschaftsgebäude, einer großen Längsdurchfahrtsscheune an der nördlichen Grundstücksgrenze sowie einer kleinen Scheune unter Satteldach nordwestlich des Haupthauses. Größtenteils unbefestigte, grasbewachsene Hoffläche mit altem Eichenbestand. Gepflasterte Zufahrt zum Wirtschaftsgiebel des Haupthauses von Norden. | 26947019 | BW   |

### Einzelobjekte
| Lage                                                    | Bezeichnung               | Beschreibung | ID       | Bild |
| ------------------------------------------------------- | ------------------------- | --- | -------- | ---- |
| Reindorfer Landstraße 8 53° 18′ 53″ N, 9° 54′ 21″ O     | Wohn-/ Wirtschaftsgebäude | Traufständiges Wohn-/Wirtschaftsgebäude als dreiständer-Fachwerkhaus mit Backsteinausfachung unter reetgedecktem Walmdach. Kübbung hofseitig. Sehr steile Walmflächen, mit Ladeluke am Nordwestgiebel. | 26809268 | BW   |
| Reindorfer Landstraße 8 53° 18′ 53″ N, 9° 54′ 21″ O     | Baumbestand               | | 26809819 | BW   |
| Reindorfer Landstraße 25 53° 18′ 48″ N, 9° 54′ 28″ O    | Scheune                   | Giebelständiger, eingeschossiger Fachwerkbau mit Backsteinausfachung unter Satteldach, nordwestlich des Haupthauses gelegen. Wandständerbau mit Ankerbalken. Teilunterkellert. Heute zu Wohnzwecken ausgebaut. | 26809254 | BW   |
| Reindorfer Landstraße 25–27 53° 18′ 48″ N, 9° 54′ 28″ O | Scheune                   | Längsdurchfahrtsscheune als traufständiger Vierständer-Fachwerkbau mit Backsteinausfachung unter Halbwalmdach entlang der nördlichen Grundstücksgrenze am Reindorfer Weg. Nördliche Traufwand im Grundriss leicht abgeknickt. Mittige Längsdurchfahrt. | 26809240 | BW   |
| Reindorfer Landstraße 27 53° 18′ 47″ N, 9° 54′ 29″ O    | Wohn-/ Wirtschaftsgebäude | Eineinhalbgeschossiger Sichtbacksteinbau auf L-förmigem Grundriss unter zwei Satteldächern mit gleicher Firsthöhe und massivem Drempel. Westlicher Flügel traufständig zur Straße mit außermittigem, zweiachsigen Zwerchhaus unter Satteldach. Wirtschaftsgiebel im Norden. Östlich daran im rechten Winkel anschließend ein gleichzeitig errichteter Stallanbau. Gliederungen durch Lisenen und Gesimse mit Backstein-Ziersetzung. Inschrift am Zwerchgiebel: „Erbaut/ v./ P. Meyer/ &/ M. Meyer“. | 26809226 | BW   |

## Seppensen

### Gruppe baulicher Anlagen
| Lage                                             | Bezeichnung  | Beschreibung | ID       | Bild |
| ------------------------------------------------ | ------------ | --- | -------- | ---- |
| Seppenser Mühle 53° 17′ 7″ N, 9° 53′ 24″ O       | Mühlenanlage | Mühlenanlage bestehend aus einem Wohn-/Wirtschaftsgebäude mit der Mühle, dem Stauwehr, dem aufgestauten Mühlenteich sowie dem gepflasterten Weg | 26947031 |      |
| Zum Mühlenteich 3, 4 53° 17′ 12″ N, 9° 53′ 18″ O | Schulgebäude | Gruppe aus zwei unterschiedlich alten, in unmittelbarer Nähe zueinander errichteten Dorfschulgebäude. Das ältere Gebäude von 1880 befindet sich nördlich der Straße „Zum Mühlenteich“ und wurde bis in die 1970er Jahre als Schule genutzt. 1950 wurde auf der gegenüberliegenden Straßenseite ein neues Schulgebäude errichtet. Baulich unabhängig, gehörten beide Gebäude institutionell zusammen. Heute getrennt als Museum und Kindergarten genutzt. | 26947043 | BW   |

### Einzelobjekte
| Lage                                          | Bezeichnung               | Beschreibung | ID       | Bild |
| --------------------------------------------- | ------------------------- | --- | -------- | ---- |
| In der Twiete 6 53° 18′ 4″ N, 9° 52′ 26″ O    | Wohn-/ Wirtschaftsgebäude | Traufständiger Vierständer-Fachwerkbau mit Backsteinausfachung unter Halbwalmdach. Traufseitige Erschließung über Haustür mit festem Oberlicht. Bauzeitliche, nach außen aufschlagende Fenster erhalten. | 26809610 | BW   |
| Seppenser Mühle 53° 18′ 7″ N, 9° 52′ 27″ O    | Mühlenteich               | Mühlenteich mitsamt Überlauf am Südrand des Teichs, Mühlenbach südlich des Stauwehrs. Erweiterung des Mühlenteichs um 1936 durch den nationalsozialistischen „Reichsarbeitsdienst“. | 26809341 |      |
| Seppenser Mühle 1 53° 18′ 7″ N, 9° 52′ 27″ O  | Mühle (Baukomplex)        | Zusammengesetzter Bau aus einem giebelständigen Wohn-/Wirtschaftsgebäude und einem nordwestlich rechtwinklig anschließenden Mühlenanbau. Wohn-/Wirtschaftsgebäude als Zweiständer-Fachwerkbau mit Backsteinausfachung unter Satteldach. Seitenwände teils massiv in Backstein erneuert. Vom Mühlenverein geborgenes Bauteil mit inschriftlicher Datierung „1734“. Mühlenanbau im 19. Jahrhundert erneuert, als Fachwerkbau mit Backsteinausfachung unter Satteldach. Geschossbauweise mit unterschiedlichen Zwischenebenen, Zwischengeschoss zur Straße hin ebenerdig. Giebel zur Wasserseite im Untergeschoss- bzw. Sockelbereich in Feldsteinmauerwerk. Inschrift über der straßenseitigen Eingangstür zum Zwischengeschoss: „Dorothea 1864 Müller“. Am Westgiebel angebautes, jüngeres Turbinenhäuschen in Backstein und Beton. | 26809311 |      |
| Seppenser Mühle 1 53° 18′ 7″ N, 9° 52′ 27″ O  | Stauwehr                  | Zweiteiliges, hölzernes Schützenwehr mit Handbetrieb, über Kette gesteuert | 26809325 | BW   |
| Seppenser Mühle 1 53° 17′ 8″ N, 9° 53′ 20″ O  | Weg                       | Mit Feldsteinen gepflasterter Weg im Bereich der Seppenser Mühle, mit begleitendem, unbefestigtem Sommerweg. Pflaster teilweise mit ungebundener Decke überdeckt. | 26809625 | BW   |
| Zum Mühlenteich 3 53° 18′ 0″ N, 9° 52′ 35″ O  | Schule                    | Eingeschossiger Sichtbacksteinbau unter Satteldach. Dorfschule im Typ eines Wohn-/Wirtschaftsgebäudes mit Lehrerwohnung, Schulstube und Wirtschaftsteil. Straßenseitiger Giebel mit Backstein-Ziersetzung und giebelseitiger Haupterschließung. Wirtschaftsgiebel im Norden schlichter. Nachträglicher Anbau am Südgiebel zwischen 1918 und 1939 errichtet. Seit 1980 museal genutzt. | 26809372 | BW   |
| Zum Mühlenteich 4 53° 17′ 56″ N, 9° 52′ 33″ O | Schule                    | Traufständiger, von der Straße zurückgesetzter, eingeschossiger Sichtbacksteinbau unter Satteldach. Heute mit jüngeren Anbauten als Kindergarten genutzt. | 26809389 | BW   |

## Sprötze

### Gruppe baulicher Anlagen
| Lage                                                  | Bezeichnung       | Beschreibung | ID       | Bild |
| ----------------------------------------------------- | ----------------- | --- | -------- | ---- |
| Sprötzer Bahnhofstraße 19 53° 18′ 33″ N, 9° 48′ 25″ O | Timmermann´s Hoff | Hofanlage auf annähernd rechteckiger Parzelle in Ecklage von Kirchenstraße und Sprötzer Bahnhofstraße, bestehend aus Wohn-/Wirtschaftsgebäude und Stall im südlichen Teil des Grundstücks. Ein ursprünglich zum Hof gehörendes Backhaus existiert nicht mehr. Einfriedung mit Feldsteinmauer im nördlichen Teil. Wenige alte Hofbäume, größtenteils unbefestigte, grasbewachsene Hoffläche, vor dem Wirtschaftsgiebel des Haupthauses modern gepflastert. | 26947055 | BW   |

### Einzelobjekte
| Lage                                                  | Bezeichnung               | Beschreibung | ID       | Bild |
| ----------------------------------------------------- | ------------------------- | --- | -------- | ---- |
| B 3 , km 83,587 53° 18′ 37″ N, 9° 48′ 12″ O           | Brücke (Bauwerk)          | Bruchsteingewölbe mit eingefügtem Beton-Mittelstück. Rekonstruktion des Gewölbes sowie der Stirnseiten beidseits des eingefügten Mittelstücks mit Originalmaterial. Inschriften in den Schlusssteinen „KWB“ u. „1846“. Erbaut ursprünglich 1846, Verbreiterung der Fahrbahn durch eingefügtes Mittelstück und Rekonstruktion 1936. Brüstung aus horizontalen Eisenstangen zwischen vier Natursteinpfeilern. | 26809404 |      |
| Kakenstorfer Straße 6 53° 18′ 33″ N, 9° 47′ 58″ O     | Wohn-/ Wirtschaftsgebäude | Eingeschossiger, traufständiger Sichtbacksteinbau unter Satteldach in anthrazitfarbener Ziegeldeckung. Wirtschaftsgiebel mit aufwändiger, symmetrischer Gliederung und korbbogiger Dielentoröffnung. Vollständig zu Wohnzwecken umgebaut. Nachträgliche Dachgauben. | 26809419 | BW   |
| Niedersachsenstraße 20 53° 18′ 40″ N, 9° 48′ 46″ O    | Wohn-/ Wirtschaftsgebäude | Giebelständiges Wohn-/Wirtschaftsgebäude als Zweiständer-Fachwerkbau mit Backsteinausfachung unter reetgedecktem Walmdach. Wände im ehemaligen Wirtschaftsteil massiv ersetzt. Steile Walmflächen. Das Objekt wurde wohl Ende des 19. Jahrhunderts im Ganzen auf Rollen versetzt. | 26809433 | BW   |
| Sprötzer Bahnhofstraße 11 53° 18′ 34″ N, 9° 48′ 32″ O | Wohn-/ Wirtschaftsgebäude | Traufständiger Zweiständer-Fachwerkbau mit Backsteinausfachung unter reetgedecktem Halbwalmdach. Ehemaliger Wirtschaftsgiebel im Westen stark verändert, kein Dielentor erhalten. Wohngiebel im Osten in Vierständerbauweise mit Gitterfachwerk. | 26809447 | BW   |
| Sprötzer Bahnhofstraße 19 53° 18′ 33″ N, 9° 48′ 25″ O | Wohn-/ Wirtschaftsgebäude | Giebelständig zur Kirchenstraße stehendes Zweiständer-Fachwerkhaus mit Backsteinausfachung unter reetgedecktem Walmdach. Fachwerk im südlichen Teil des Wirtschaftsgiebels sowie an der südlichen Traufseite massiv in Backstein ersetzt. Nachträglicher massiver Anbau in Sichtbackstein auf der Südseite.                                                                                                 | 26809461 | BW   |
| Sprötzer Bahnhofstraße 19 53° 18′ 33″ N, 9° 48′ 25″ O | Stall                     | Giebelständiger Fachwerkbau mit Backsteinausfachung unter reetgedecktem Vollwalmdach an der südlichen Grundstücksgrenze. Südlicher Teil mit Schwelle in Brustriegelhöhe auf erhöhtem Backsteinsockel. Lukentüren für Schweine im Sockelbereich an der Giebelseite. Traufseitig drei Eingangstüren. | 26809489 | BW   |
| Sprötzer Bahnhofstraße 19 53° 18′ 32″ N, 9° 48′ 27″ O | Backhaus                  | Niedriger Feldsteinbau unter Satteldach in Hohlpfannendeckung im rückwärtigen Teil des Grundstücks, giebelständig zum Kiebitzweg. | 26809475 | BW   |
| Trelder Weg 53° 18′ 44″ N, 9° 48′ 25″ O               | Weg (Verkehr)             | Feldsteinpflasterweg mit einem parallel laufenden ungepflasterten Bereich („Sommerweg“). | 26809503 |      |

## Steinbeck

### Einzelobjekte
| Lage                                              | Bezeichnung | Beschreibung | ID       | Bild |
| ------------------------------------------------- | ----------- | --- | -------- | ---- |
| Steinbecker Straße 106 53° 20′ 32″ N, 9° 51′ 8″ O | Scheune     | Längsdurchfahrtsscheune als Fachwerkbau mit Backsteinausfachung unter Walmdach. An der südlichen Grundstücksgrenze traufständig zum unbenannten Weg gelegen. Ursprünglich reetgedeckt. Durchfahrtstor am Südwestgiebel massiv vermauert. | 26809520 | BW   |

## Trelde

### Einzelobjekte
| Lage                                             | Bezeichnung               | Beschreibung | ID       | Bild |
| ------------------------------------------------ | ------------------------- | --- | -------- | ---- |
| Trelder Dorfstraße 53° 19′ 8″ N, 9° 47′ 36″ O    | Ehrenmal                  | Kriegerehrenmal für die Gefallenen des Ersten und des Zweiten Weltkriegs. Massives Objekt im Typ eines Tryptichons aus behauenen Feldsteinen mit aufgesetzten Fugen auf gestuftem Sockel. Inschrift-Tafeln mit Namen der Gefallenen. Einfriedung in Form einer niedrigen Feldsteinmauer mit aufgesetzten Fugen. | 26809552 | BW   |
| Trelder Dorfstraße 2 53° 19′ 11″ N, 9° 47′ 20″ O | Backhaus                  | Eingeschossiger Fachwerkbau mit Backsteinausfachung unter Satteldach in Ziegeldeckung. | 26809538 | BW   |
| Zum weißen Stein 2 53° 19′ 12″ N, 9° 47′ 37″ O   | Wohn-/ Wirtschaftsgebäude | Wohn-/Wirtschaftsgebäude als Vierständer-Fachwerkhaus mit Backsteinausfachung auf hohem, verputzten Sockel unter reetgedecktem Satteldach mit einseitigem Halbwalm an der Südostseite über dem Wohnteil. Ursprünglicher Wirtschaftsteil zu Wohnzwecken ausgebaut.                                               | 26809566 | BW   |